# Simargl
Simargl (tudi Semargl, Semargl-Pereplut) je bil eden izmed bogov slovanske mitologije.
Po staroslovanskem verovanju naj bi bil Simargl zaščitnik semen in posevkov, opisan pa je kot krilati pes.